# 柳原千草園
柳原千草園（やなぎはら ちぐさえん）は足立区柳原にある区立公園（街区公園）である。

## 概要
1989年（平成元年）6月4日に開園した公園。足立区告示は同年3月31日である。園内は「春の広場」、「夏の庭」、「秋・冬の山」に分けられ、四季折々の植物が植えられている。
住宅密集地のため防災面にも配慮されており、防火用貯水槽2基を備え、消防車など緊急車両が園内通過できるようになっている。
この公園の完成を記念して、足立区の商店街柳原銀座が柳原千草通りに名前を変えた。

## 歴史
1989年6月4日　-　開園
公園の住所に、1986年時点の地図では丸三製紙株式会社千住工場が位置しているが、1988年時点の地図では、足立区役所公園用地となっている。

## 主な施設
- 遊具広場 滑り台、幼児用（3から6才向け）ブランコ、砂場[5]
- 春の広場
- 夏の庭
- 秋・冬の山
- トイレ

## アクセス
- 東武伊勢崎線（東武スカイツリーライン）牛田駅より徒歩10分[5]
- 京成本線京成関屋駅より徒歩10分[5]

## 利用時間など
- 休園日なし。入園料無料[5]。